# Black Dignity
 (novembre 2023).
Si vous disposez d'ouvrages ou d'articles de référence ou si vous connaissez des sites web de qualité traitant du thème abordé ici, merci de compléter l'article en donnant les références utiles à sa vérifiabilité et en les liant à la section « Notes et références ».
Albums par
Black Dignity est une compilation de Peter Tosh parue sur le label Island en 2004.

## Liste des chansons
1. Black Dignity   3:41
2. Steppin' Razor   2:26
3. Stop the Train   2:19
4. Soon Come   2:22
5. Oppressor Man *1   4:00
6. Burial   3:50
7. Dem a Fi Get a Beatin'   1:49
8. Downstepper   3:14
9. Mark of the Beast   3:27
10. Dog Teeth   3:19
11. Second Hand   3:06
12. No Mercy   3:58
13. Four Hundred Years   3:45
14. No Sympathy   2:32
15. Pound Get a Blow   2:14
16. Can't You See   2:44
17. Fire Fire   1:51
18. Funeral   2:42
19. Once Bitten   3:20
20. Oppressor Man [Version *1]   3:58
21. Kingston [12 Shuffle Version]   2:47